# Festa de l'Unità
La Festa de l'Unità (o Festa dell'Unità) è la denominazione che assumono festival periodici, organizzati in numerosi comuni d'Italia. Furono organizzate dal Partito Comunista Italiano, fino allo scioglimento del partito nel 1991, e successivamente dai partiti suoi successori: il Partito Democratico della Sinistra (1991-1998) e i Democratici di Sinistra (1998-2007). 
Dal 2008 al 2013, il Partito Democratico, del quale i Democratici di Sinistra sono stati fondatori al pari de La Margherita, organizzò la Festa Democratica, che riprese poi la storica denominazione l'anno successivo, talvolta accompagnata dall'aggettivo "democratica".

## Storia

### Festa comunista
Originariamente le feste erano organizzate dal PCI per finanziare l'organo ufficiale di stampa l'Unità. La prima di queste feste è allestita il 2 settembre 1945, a guerra appena terminata, nei comuni di Mariano Comense e Lentate sul Seveso in Lombardia, e viene chiamata "Grande scampagnata de l'Unità". L'idea di una festa legata al giornale di partito viene dagli esuli comunisti che l'anno prima hanno partecipato a Parigi alla festa de L'Humanité, il giornale del Partito Comunista Francese. Alla festa intervengono i più importanti esponenti del partito, fra cui Giorgio Amendola, Emilio Sereni, Cino Moscatelli, Gian Carlo Pajetta e Luigi Longo. Con il passare degli anni il sistema delle Feste de l'Unità si diffonde su tutto il territorio italiano, diventando una delle principali fonti di autofinanziamento del partito, soprattutto per quanto riguarda le feste locali organizzate dalle sezioni. Note nei primi anni come Festival dell’Unità, assumono l’attuale denominazione nel 1977. Nasce in quegli anni anche una forte competizione politica con la Festa dell'Amicizia, organizzata dalla Democrazia Cristiana dal 1977 al 1993 e con la Festa dell’Avanti! del Partito Socialista Italiano.

Dal 1979 al 2013 si sono svolte nella stagione invernale anche una trentina di edizioni della Festa nazionale de l'Unità sulla neve, organizzata per la prima volta a Folgaria.

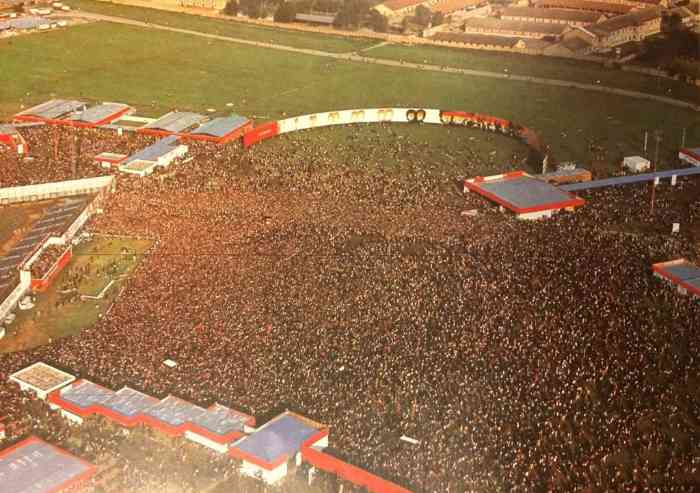
Comizio di Enrico Berlinguer del 18 settembre 1977 alla Festa Nazionale de l'Unità di Modena

### Dopo il PCI
Allo scioglimento del PCI nel 1991, l'Unità e l'omonima festa passarono al Partito Democratico della Sinistra, mentre la componente che fondò il Partito della Rifondazione Comunista diede vita al quotidiano Liberazione, organizzando conseguentemente le Festa di Liberazione.
Nel 1998 il PDS si scioglie, confluendo nel nuovo soggetto Democratici di Sinistra, che ne eredita le feste.

Quando nel 2007 i Democratici di Sinistra si sciolgono per dare vita al Partito Democratico, nasce una discussione riguardo alle feste de l'Unità ed al loro ruolo nella nuova formazione politica. Il coordinamento dei DS denominato Sistema nazionale delle feste de l'Unità assume temporaneamente la denominazione di Feste del PD. Nel 2008 il nome della Festa de l'Unità (nazionale) viene inizialmente mutato in Festa Democratica con un proprio logo di riconoscimento. A livello provinciale e locale, in particolar modo nelle regioni del centro-Italia, dove la tradizione era più forte, mantengono la denominazione tradizionale di Festa de l'Unità, in altri luoghi adottano nuove denominazioni come Festa del Partito Democratico o Festa di (nome del luogo). 

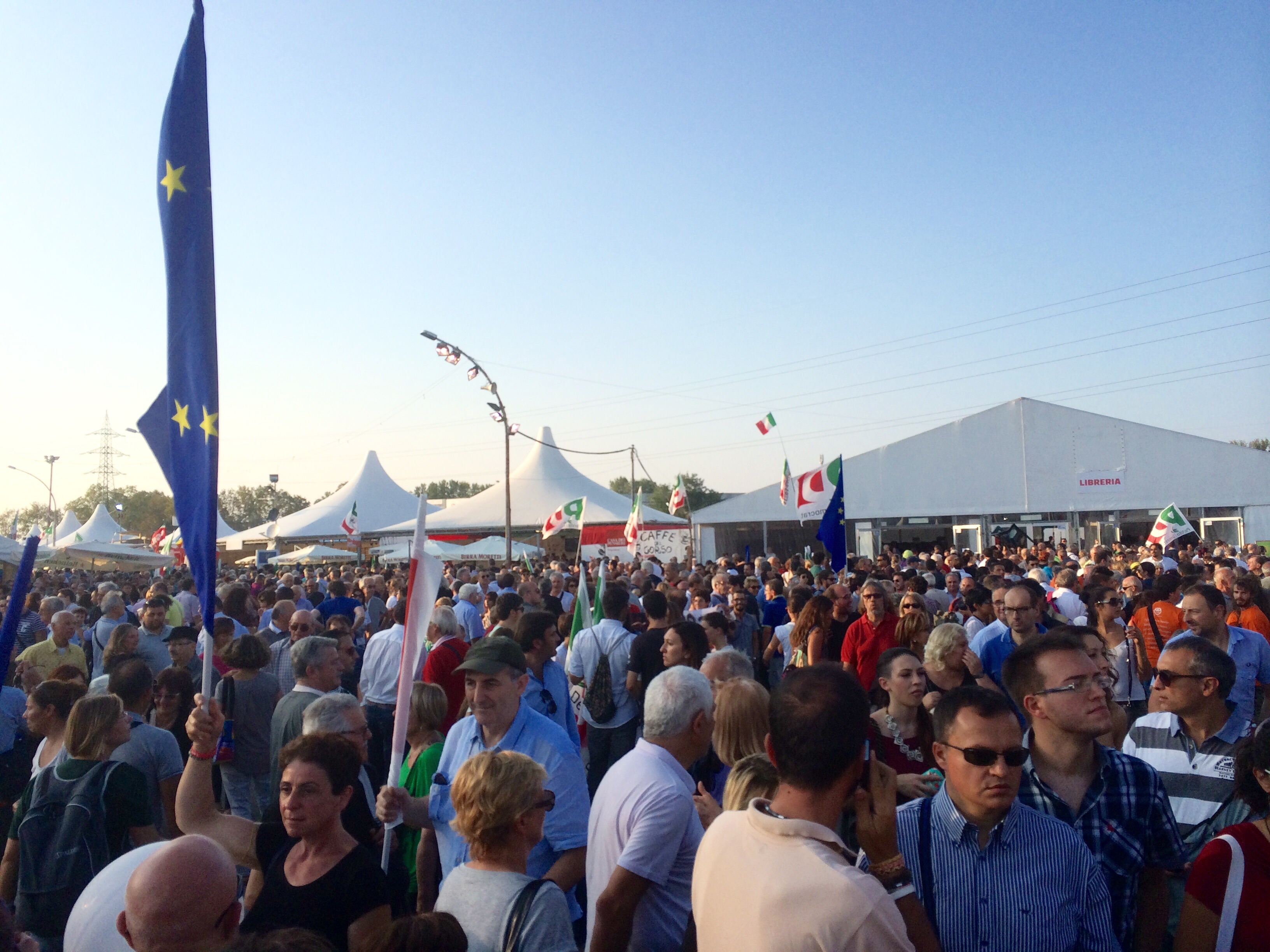
Festa Nazionale de l'Unità di Bologna, 2014

Nel giugno 2014, su proposta del suo segretario nazionale Matteo Renzi, il Partito Democratico ha sancito il ritorno alla tradizionale denominazione di Festa de l'Unità.

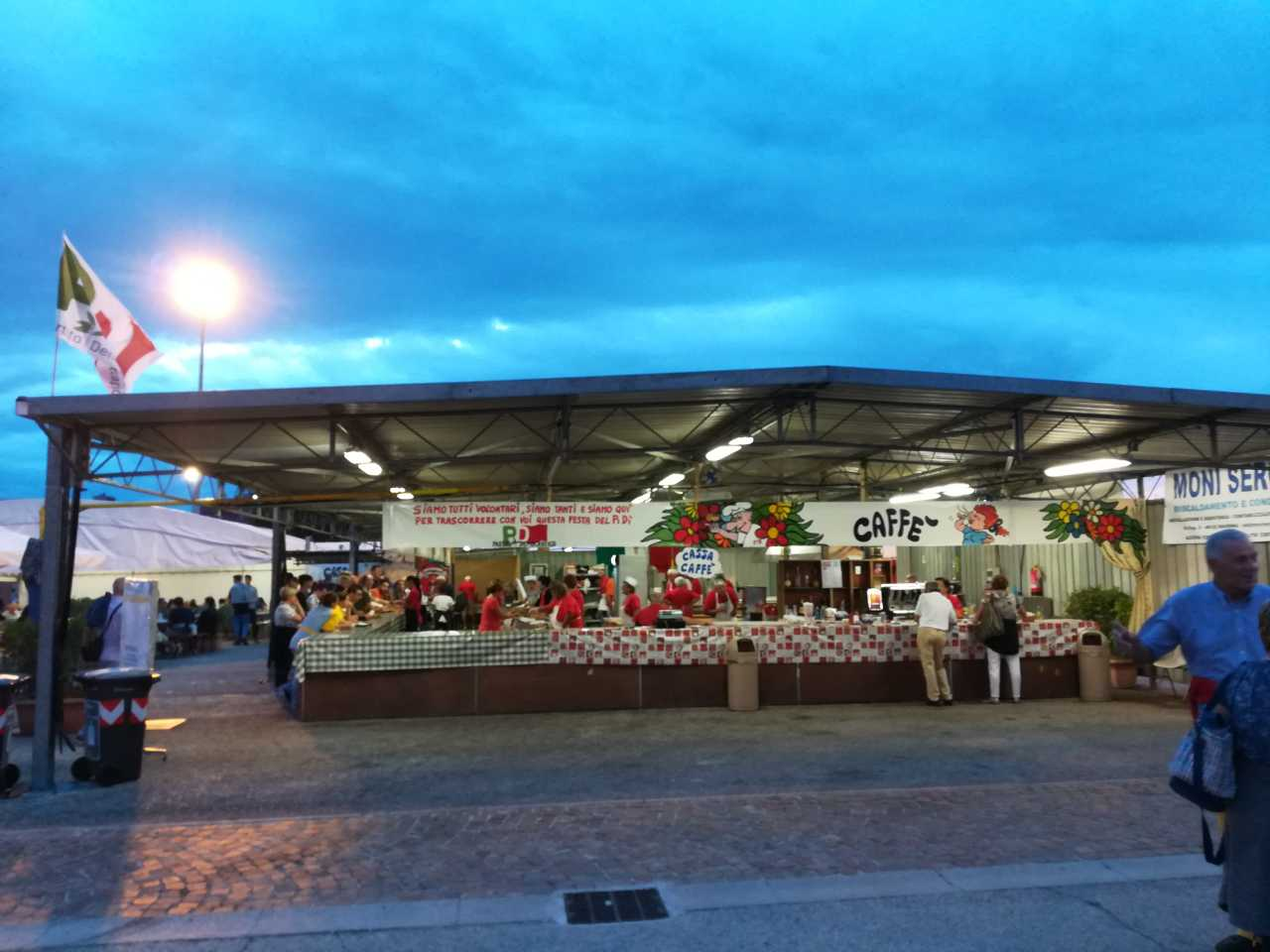
Festa de l'Unità di Ravenna, 2017

## Organizzazione
Le feste de l'Unità possono essere organizzate a livello locale (di comune o circoscrizione, organizzate dalle relative sezioni del partito), provinciali o tematiche; esiste poi annualmente una festa de l'Unità nazionale, organizzata in una città scelta appositamente.
Le feste de l'Unità, generalmente, ospitano spazi per dibattiti, spettacoli, concerti e stand gastronomici. L'organizzazione viene curata da volontari iscritti o simpatizzanti del partito, mentre la partecipazione, ampia specialmente nelle zone d'Italia storicamente vicine al centro-sinistra, è aperta all'intera cittadinanza.

## Edizioni
Fonte:
Feste nazionali de l'Unità
- 1945: Mariano Comense e Lentate sul Seveso
- 1946: Tradate
- 1947: Monza
- 1948: Monza e Roma
- 1949: Monza
- 1950: Genova
- 1951: Bologna
- 1952: Torino
- 1953: Milano
- 1954: Roma
- 1955: Genova
- 1956: Roma
- 1957: Modena
- 1958: Milano
- 1959: Ancona
- 1960: Ferrara
- 1961: Siena
- 1962: Milano
- 1963: Firenze
- 1964: Bologna
- 1965: Genova
- 1966: Modena
- 1967: Milano
- 1968: Bologna
- 1969: Livorno
- 1970: Firenze
- 1971: Torino
- 1972: Roma
- 1973: Venezia
- 1974: Bologna
- 1975: Firenze
- 1976: Napoli
- 1977: Modena
- 1978: Genova
- 1979: Milano
- 1980: Bologna
- 1981: Torino
- 1982: Pisa (Tirrenia)
- 1983: Reggio Emilia
- 1984: Roma
- 1985: Ferrara
- 1986: Milano
- 1987: Bologna
- 1988: Firenze (Campi Bisenzio)
- 1989: Genova
- 1990: Modena
- 1991: Bologna
- 1992: Reggio Emilia
- 1993: Bologna
- 1994: Modena
- 1995: Reggio Emilia
- 1996: Modena
- 1997: Reggio Emilia
- 1998: Bologna
- 1999: Modena
- 2000: Bologna
- 2001: Reggio Emilia
- 2002: Modena
- 2003: Bologna
- 2004: Genova
- 2005: Milano
- 2006: Pesaro
- 2007: Bologna

Dal 2008 al 2013 Feste Democratiche Nazionali
- 2008: Firenze
- 2009: Genova
- 2010: Torino
- 2011: Pesaro
- 2012: Reggio Emilia
- 2013: Genova
- 2014: Bologna
- 2015: Bologna - Festa del Settantesimo
- 2015: Milano
- 2016: Catania
- 2017: Imola
- 2018: Ravenna
- 2019: Ravenna
- 2020: Modena
- 2021: Bologna
- 2022: Palermo
- 2023: Ravenna
- 2024: Reggio Emilia

Feste nazionali de l'Unità sulla neve
- 1979: Folgaria[11]
- 1980: Folgaria[11]
- 1981: Folgaria[11]
- 1982: Folgaria[11]
- 1983: Folgaria
- 1985: Bormio[11]
- 1986: Bormio[12]
- 1987: Moena[13]
- 1990: Bormio[12]
- 1994: Andalo[14]
- 1998: Folgaria[15]
- 2001: Andalo[16]
- 2002: Moena[17]
- 2003: Folgaria
- 2004: Folgaria
- 2006: Andalo
- 2007: Andalo
- 2008: Moena

Dal 2009 Feste Democratiche Nazionali
- 2009: Moena[18]
- 2010: Folgaria[19]
- 2011: Folgaria
- 2012: Folgaria
- 2013: Folgaria

## Nella cultura di massa

### Nella musica
Il cantautore Paolo Pietrangeli, pubblicò nel 1976 all'interno dell'album Lo sconfronto, il brano Festa de "L'Unità".

### Nel cinema
Le feste de l'Unità sono state rappresentate in diversi film, tra i quali:
- Prima della rivoluzione (1964) di Bernardo Bertolucci
- Dramma della gelosia - Tutti i particolari in cronaca (1970) di Ettore Scola
- Emilia-Romagna: la sinistra al potere (1974) di Jacques Nobécourt
- La patata bollente (1979) di Steno
- Zitti e mosca (1991) di Alessandro Benvenuti
- Gli ultimi (2004) di Riccardo Marchesini
- Il fare politica - Cronaca della Toscana rossa (1982-2004) (2005) di Hugues Le Paige
- Finché l'Emilia va (2009) di Daniele Coluccini
- Margini (2022) di Niccolò Falsetti
- Berlinguer - La grande ambizione (2024) di Andrea Segre

### Altre feste di partito
- Festa dell'Avanti! (PSI)
- Festa dell'Amicizia (DC)
- Festa di Liberazione (PRC)
- Festa de La Rinascita (PdCI)